# Prémio Femina de Ensaio
O prémio Femina de Ensaio é um prémio literário francês atribuído a um ensaio. Substituiu em 1999 o prémio Femina Vacaresco.

## Lista de vencedores
| Ano  | Autor                                 | Obra                                                                           | Edição           |
| ---- | ------------------------------------- | ------------------------------------------------------------------------------ | ---------------- |
| 1999 | Michel del Castillo                   | Colette, une certaine France                                                   | Gallimard        |
| 2000 |                                       |                                                                                |                  |
| 2001 | Elvire de Brissac                     | Ô dix-neuvième !                                                               | Grasset          |
| 2002 | Michael Barry                         | Massoud                                                                        | Louis Audibert   |
| 2003 | Jean Hatzfeld                         | Une saison de machettes                                                        | Seuil            |
| 2004 | Roger Kempf                           | L'Indiscrétion des frères Goncourt                                             | Grasset (2)      |
| 2005 | Thérèse Delpech                       | L'Ensauvagement                                                                | Grasset (3)      |
| 2006 | Claude Arnaud                         | Qui dit je en nous ? Une histoire subjective de l'identité                     | Grasset (4)      |
| 2007 | Gilles Lapouge                        | L'Encre du voyageur                                                            | Albin Michel     |
| 2009 | Michelle Perrot                       | Histoire de chambres                                                           | Seuil (2)        |
| 2010 | Jean-Didier Vincent                   | Élisée Reclus : géographe, anarchiste, écologiste                              | Robert Laffont   |
| 2011 | Laure Murat                           | L'Homme qui se prenait pour Napoléon : Pour une histoire politique de la folie | Gallimard (2)    |
| 2012 | Tobie Nathan                          | Ethno-roman                                                                    | Grasset (5)      |
| 2013 | Jean-Paul Enthoven e Raphaël Enthoven | Dictionnaire amoureux de Marcel Proust                                         | Plon             |
| 2014 | Paul Veyne                            | Et dans l'éternité je ne m'ennuierai pas                                       | Albin Michel (2) |
| 2015 | Emmanuelle Loyer                      | Claude Lévi-Strauss                                                            | Flammarion       |
| 2016 | Ghislaine Dunant                      | Charlotte Delbo, la vie retrouvée                                              | Grasset          |
| 2017 | Jean-Luc Coatalem                     | Mes pas vont ailleurs                                                          | Stock            |